# Chasse-sur-Rhône
Chasse-sur-Rhône ist eine französische Gemeinde mit 6484 Einwohnern (Stand: 1. Januar 2022) im Département Isère in der Region Auvergne-Rhône-Alpes. Sie gehört zum Arrondissement Vienne und zum Kanton Vienne-1. Die Einwohner werden Chassères genannt.

## Geographie
Die Gemeinde liegt rund 20 Kilometer südlich von Lyon am linken Ufer der Rhone in der Landschaft Dauphiné. Umgeben wird Chasse-sur-Rhône von den Nachbargemeinden Ternay im Norden, Communay im Nordosten, Seyssuel im Südosten, Loire-sur-Rhône im Süden und Südwesten sowie Givors im Westen und Nordwesten.
Durch die Gemeinde führt die Autoroute A7, unmittelbar nördlich von der Gemeindegrenze liegt das Autobahnkreuz mit der Autoroute A47.

## Bevölkerungsentwicklung
| Jahr                       | 1962 | 1968 | 1975 | 1982 | 1990 | 1999 | 2006 | 2011 |
| -------------------------- | ---- | ---- | ---- | ---- | ---- | ---- | ---- | ---- |
| Einwohner                  | 3630 | 3529 | 3944 | 4378 | 4566 | 4795 | 4981 | 5391 |
| Quellen: Cassini und INSEE |      |      |      |      |      |      |      |      |

## Sehenswürdigkeiten
- Kirche Saint-Martin, Anfang des 20. Jahrhunderts errichtet
- Kapelle von 1607, teilweise schon aus früherer Zeit
- Brunnen aus dem 11. Jahrhundert
- Château de Chasse
- Wassermühle
- Waschhaus

Die frühere mittelalterliche Pfarrkirche Saint-Martin aus dem 15. Jahrhundert, die sich nach der Französischen Revolution in einem ruinösen Zustand befand, wurde in den 1920er Jahren aus den Vereinigten Staaten aufgekauft und dorthin transloziert. Sie befindet sich heute als Kapelle St Joan of Arc in Milwaukee.

## Gemeindepartnerschaften
Mit der armenischen Gemeinde Nor-Hadjin besteht seit 1998 und seit 2003 mit der italienischen Gemeinde Campobello di Licata in der Provinz Agrigent auf Sizilien eine Partnerschaft.

## Weblinks

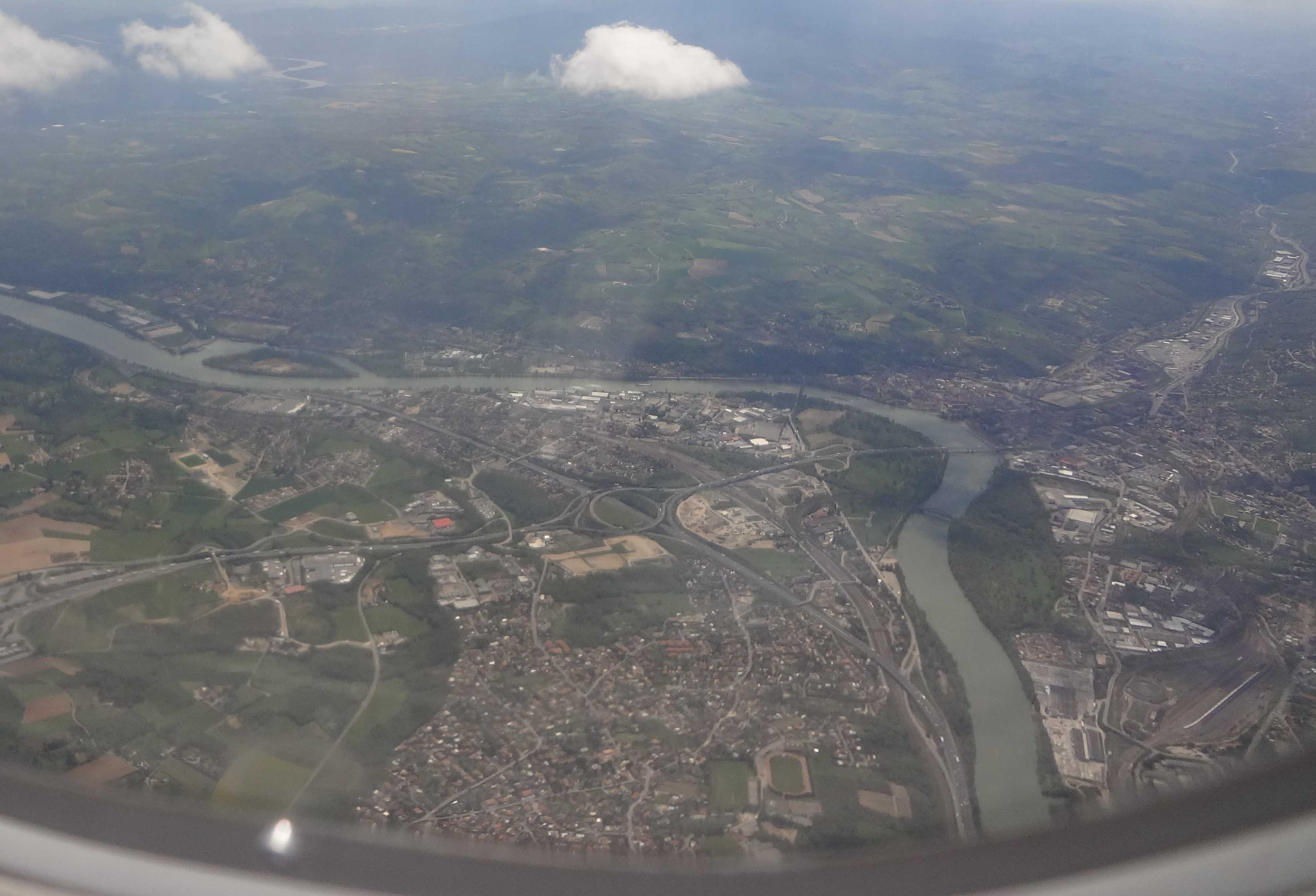
Blick auf Chasse-sur-Rhône